# العلاقات الرواندية العمانية
العلاقات الرواندية العمانية هي العلاقات الثنائية التي تجمع بين رواندا وسلطنة عمان.

## مقارنة بين البلدين
هذه مقارنة عامة ومرجعية للدولتين:
| وجه المقارنة                                              | رواندا                                        | سلطنة عمان    |
| --------------------------------------------------------- | --------------------------------------------- | ------------- |
| المساحة (كم2)                                             | 26.34 ألف                                     | 309.50 ألف    |
| عدد السكان (نسمة)                                         | 12.21 مليون                                   | 4.64 مليون    |
| الكثافة السكانية (ن./كم²)                                 | 463.55                                        | 14.99         |
| العاصمة                                                   | كيغالي                                        | مسقط          |
| اللغة الرسمية                                             | اللغة الكينيارواندا، لغة إنجليزية، لغة فرنسية | اللغة العربية |
| العملة                                                    | فرنك رواندي                                   | ريال عماني    |
| الناتج المحلي الإجمالي (بليون دولار)                      | 9.14 مليار                                    | 72.64 مليار   |
| الناتج المحلي الإجمالي (تعادل القوة الشرائية) بليون دولار | 20.46 مليار                                   | 179.49 مليار  |
| الناتج المحلي الإجمالي الاسمي للفرد دولار أمريكي          | 697                                           | 15.55 ألف     |
| الناتج المحلي الإجمالي للفرد دولار أمريكي                 | 1.66 ألف                                      | 38.63 ألف     |
| مؤشر التنمية البشرية                                      | 0.483                                         | 0.793         |
| رمز المكالمات الدولي                                      | +250                                          | +968          |
| رمز الإنترنت                                              | .rw                                           | عمان          |
| المنطقة الزمنية                                           | ت ع م+02:00                                   | ت ع م+04:00   |

## منظمات دولية مشتركة
يشترك البلدان في عضوية مجموعة من المنظمات الدولية، منها:
| علم المنظمة | اسم المنظمة                               | تاريخ انضمام رواندا | تاريخ انضمام سلطنة عمان |
| ----------- | ----------------------------------------- | ------------------- | ----------------------- |
|             | مؤسسة التنمية الدولية                     | 30 سبتمبر 1963      | 1973                    |
|             | يونسكو                                    | 7 نوفمبر 1962       | 10 فبراير 1972          |
|             | وكالة ضمان الاستثمار متعدد الأطراف        | 27 سبتمبر 2002      | 1989                    |
|             | الأمم المتحدة                             | 18 سبتمبر 1962      | 7 أكتوبر 1971           |
|             | الاتحاد البريدي العالمي                   | ?                   | ?                       |
|             | البنك الدولي للإنشاء والتعمير             | 30 سبتمبر 1963      | 1971                    |
|             | الاتحاد الدولي للاتصالات                  | 12 ديسمبر 1962      | 28 أبريل 1972           |
|             | منظمة حظر الأسلحة الكيميائية              | ?                   | ?                       |
|             | مؤسسة التمويل الدولية                     | 6 نوفمبر 1975       | 1973                    |
|             | المركز الدولي لتسوية المنازعات الاستشارية | 14 نوفمبر 1979      | 1995                    |
|             | منظمة التجارة العالمية                    | ?                   | 2000                    |
|             | منظمة الشرطة الجنائية الدولية             | ?                   | ?                       |

## وصلات خارجية
- موقع وزارة الخارجية الرواندية
- موقع وزارة الخارجية العمانية